# História da TV Globo na década de 2010
Este artigo aborda a História da TV Globo na década de 2010, relacionando os mais relevantes eventos ocorridos no período.
Entre outros eventos de destaque na década, o telejornal Jornal Hoje completou quarenta anos em abril de 2011 e o Globo Repórter, Fantástico e Esporte Espetacular completaram quarenta anos no ar, respectivamente, em abril, agosto e dezembro de 2012. A Globo comemorou cinquenta anos em abril de 2015 e o Jornal Nacional completou cinquenta anos em setembro de 2019.
Um dos destaques na programação foi a estreia da telenovela Avenida Brasil em março de 2012, um dos maiores sucessos da teledramaturgia brasileira.

## 2010
Em 18 de abril, a emissora lançou a campanha de 45 anos da emissora. A vinheta, de trinta segundos foi suspensa no dia seguinte, por afirmações de Marcelo Branco, coordenador da campanha da pré-candidata do PT à presidência, Dilma Rousseff e do Deputado Federal do Paraná e secretário de Comunicação do PT André Luís Vargas Ilário, dizendo que a Globo estaria exibindo uma campanha disfarçada para influenciar o concorrente de Dilma, José Serra (PSDB). Segundo Branco, haveriam afirmações no comercial ligadas ao slogan do candidato do PSDB e pela legenda do partido ser também de número 45. Em 2 de maio, foi lançada outra vinheta modificada e sem a referência ao número 45.
Em 26 de novembro, a emissora divulga um comunicado informando que programa Casseta & Planeta, Urgente! seria extinto depois de dezoito anos no ar. Em 21 de dezembro, a emissora exibe o último episódio do programa.

## 2011

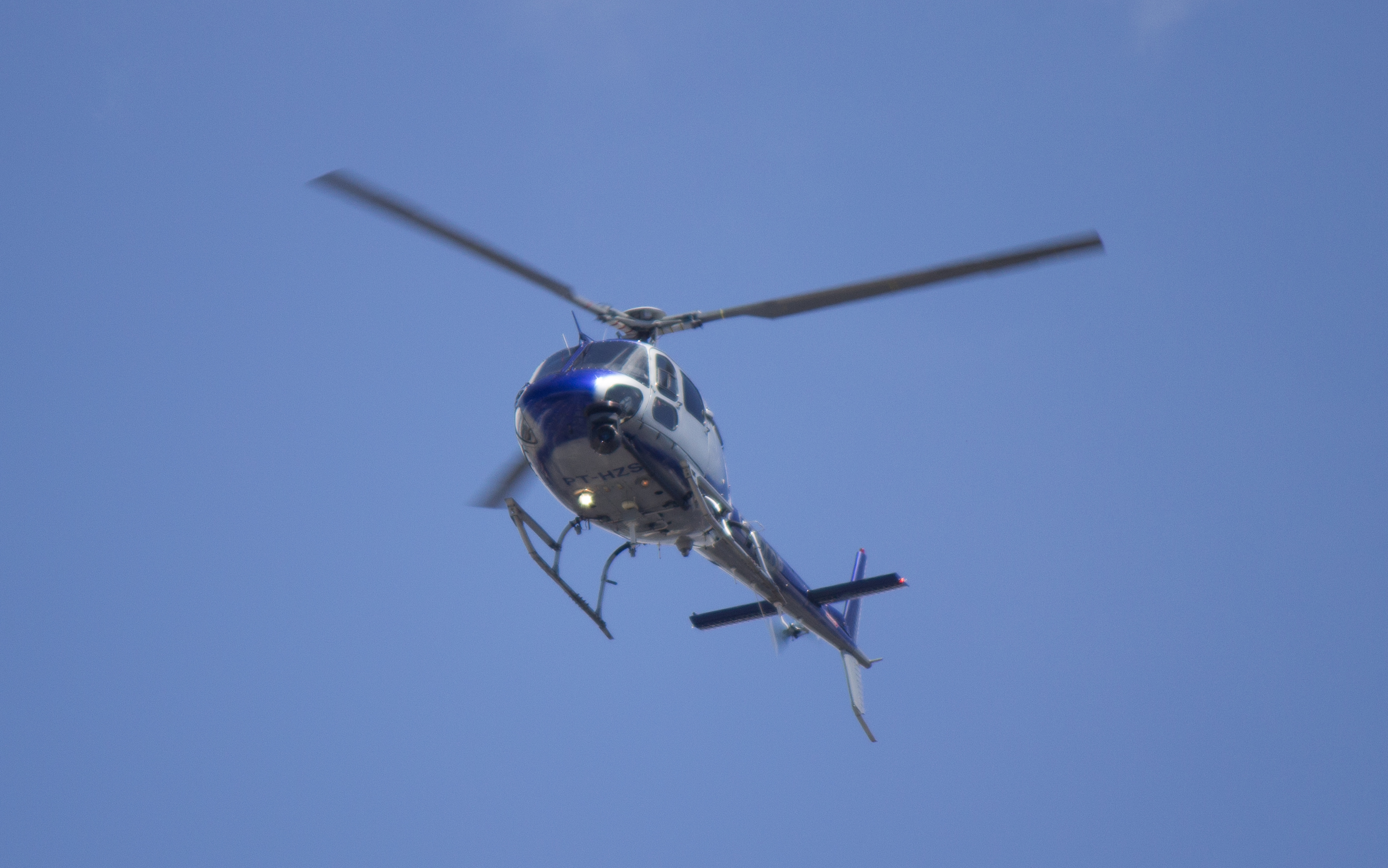
O helicóptero da Globo, de prefixo PT-HZS, foi atingido por três tiros em 24 de janeiro de 2011, no Rio de Janeiro

Um helicóptero da reportagem, de prefixo PT-HZS, foi atingido por três tiros na manhã de 24 de janeiro, na cidade do Rio de Janeiro enquanto se preparava para fazer imagens de uma operação policial no Morro da Mineira. Um dos projéteis atingiu o assoalho, o segundo, a região central e o terceiro, a cauda da aeronave, modelo Eurocopter AS350 B2. O projétil que atingiu o assoalho rompeu um cabo do sistema de controle do rotor de cauda, afetando a dirigibilidade do Globocop e obrigando o piloto Antonio Ramos a realizar um pouso forçado no Aeroporto de Jacarepaguá, na Zona Oeste. Além do piloto, estavam a bordo o operador de sistemas Roberto Mello Reis e a repórter Karina Borges. Ninguém se feriu. O momento de pouso do Globocop foi capturado pela câmera do helicóptero da TV Record.
Em 25 de fevereiro, foi divulgado que a Globo não mais participaria da licitação dos direitos de transmissão do Campeonato Brasileiro de Futebol do triênio 2012-2014. O comunicado, emitido na noite deste dia, também afirmava que a empresa pretendia dialogar com os clubes para chegar a um formato de disputa pelos direitos de transmissão. De acordo com a nota, a TV Globo acreditava que o modelo proposto na carta-convite enviada pelo Clube dos 13 – entidade que defende os vinte principais clubes do país e que negocia os direitos de transmissão de campeonatos como o Brasileiro com as emissoras de rádio e TV – inviabilizava "qualquer perspectiva de um retorno compatível com os investimentos na compra dos direitos".
Em 21 de abril, o Jornal Hoje, completou quarenta anos no ar, na mesma data a TV Globo Brasília também completa anos de fundação.
Em 6 de agosto, data em que se completou o oitavo ano de morte de Roberto Marinho), o grupo Organizações Globo divulgou durante o Jornal Nacional um documento com princípios editoriais. O texto "Princípios Editoriais das Organizações Globo" descrevia as normas e condutas que os veículos do grupo deveriam seguir para que fosse cumprido o compromisso de "oferecer jornalismo de qualidade". Um resumo do documento foi lido pelos apresentadores William Bonner e Fátima Bernardes durante o último bloco do Jornal Nacional, bem como uma carta do presidente do grupo, Roberto Irineu Marinho e dos vices João Roberto Marinho e José Roberto Marinho.
Em 26 de setembro, o jornalista Renato Machado deixou a bancada do Bom Dia Brasil, onde estava havia quinze anos, ao lado de Renata Vasconcellos, para ser correspondente-senior em Londres. Chico Pinheiro assumiu o seu lugar.
Em 5 de dezembro, após quase quatorze anos, Fátima Bernardes deixou a bancada do JN, sendo substituída por Patrícia Poeta, que estava no Fantástico. Quem substituiu Patrícia na revista eletrônica dominical foi a jornalista Renata Ceribelli.
Em 2011, a Globo registrou menos audiência e um faturamento maior. Em 2007, tinha alcançado média de 20,3 de audiência e sua receita publicitária foi de R$ 6,7 bilhões; em 2011, até o penúltimo mês do ano, o Ibope havia confirmado 17,8 pontos para a emissora e a previsão de receita até o último mês do ano foi de quase R$ 11 bilhões.

## 2012
Em 28 de fevereiro, a Fifa comunicou a venda dos direitos de transmissão por televisão aberta, fechada, celulares e internet para as Organizações Globo da Copa do Mundo pelas edições de 2018 e 2022.
Em 26 de março estreou a novela das nove Avenida Brasil, considerada uma das mais bem sucedidas novelas da teledramaturgia brasileira. De acordo com a revista Forbes, a novela havia sido até então o maior faturamento comercial na história da teledramaturgia brasileira:  US$ 500  milhões (R$  1 bilhão) somados o total de inserções e acordos comerciais fechados ao longo dos sete meses de exibição. Apesar do sucesso de Avenida Brasil, a Globo encerrou 2012 com o pior ibope geral da sua história na Grande São Paulo das 7h à meia-noite, com 14,7 pontos.

## 2013
Durante o mês de junho, a emissora transmitiu ao vivo as manifestações contra a PEC 37, o aumento na tarifa de ônibus, os gastos da Copa das Confederações FIFA de 2013 e Copa do Mundo FIFA de 2014 e a cura gay. A emissora foi um dos principais alvos dos manifestantes, além de ter os carros de suas afiliadas e filiais depredados. Em um editorial do jornal O Globo, publicado no dia 30 de agosto, as Organizações Globo demonstraram total arrependimento por terem apoiado o golpe de 64.
Em 3 de abril e 4 de agosto o Globo Repórter e o Fantástico completaram respectivamente quarenta anos no ar.
A partir de agosto de 2013, com a transmissão da novela Amor à Vida, a Globo começou a testar a tecnologia FUHD na produção da técnica chroma key. Como a novela era produzida nos Estúdios Globo, no Rio de Janeiro, e a trama era ambientada na cidade de São Paulo, para evitar gastos de produção, convinha a adoção do chroma. As tecnologias usadas na produção de Amor à Vida não foram exclusivas apenas da novela das nove, mas também estiveram presentes em outras produções da emissora, como nas séries Tapas e Beijos e A Grande Família e na novela das seis Joia Rara.
No dia 2 de dezembro, o jornalismo da Globo passa a ser todo produzido e transmitido em HDTV tendo a estreia da nova tecnologia com matéria exibida no Jornal Nacional.
Em 8 de dezembro, o Esporte Espetacular comemora quarenta anos no ar com um programa e uma nova abertura após aderindo ao HDTV em junho do mesmo ano.

## 2014
Em dezembro, a apresentadora Xuxa Meneghel não renovou o contrato após quase trinta anos na Globo, assinando com a Record três meses depois. No ano seguinte foi confirmada sua ida para a Rede Record, por onde ficaria até 2021.

## 2015
Em 15 de abril a Globo foi premiada no Festival de Filme e Televisão de Nova York. O projeto do estúdio desenvolvido pelos departamentos de arte e de engenharia concorreu com criações de cinquenta países. Os telões que se movem por todo o cenário dos telejornais ganharam a medalha de prata na categoria melhor inovação. Em 3 de novembro foi lançado o serviço de streaming Globoplay.
Em 12 de dezembro a Globo assina um contrato em TV Aberta, por assinatura e internet com o Comité Olímpico Internacional para as transmissões de todas as versões dos Jogos Olímpicos até 2032. No entanto, o canal optou por não solicitar exclusividade em TV Aberta.

## 2016
Em 17 de abril foi feita a cobertura ao vivo da votação do processo do Impeachment da ex-presidenta Dilma Rousseff e as manifestações no Brasil. A emissora também foi acusada por manifestantes de apoiar a deposição de Dilma.
Em 16 de dezembro, foi ao ar o último Programa do Jô, depois de dezesseis anos de produção.

## 2017
Em 3 de abril, estreou A Força do Querer, escrita por Glória Perez, abordando temas polémicos como a transexualidade, identidade de gênero, psicopatia, tráfico de drogas, sereismo e os vícios. A novela se tornou a última trama a atingir os 50 pontos de audiência em seu último capítulo, além de recuperar o público perdido das 21 horas, que viva uma crise desde 2015.
Em 28 de julho, depois de quase 14 anos, Evaristo Costa deixou a bancada do Jornal Hoje, encerrando o contrato com a Globo.
Em 2 de agosto a emissora foi a única a transmitir a votação do parecer da CCJ sobre a denúncia de corrupção contra o presidente Michel Temer.
Em 15 de agosto, estreou a NSC TV, nova afiliada da Globo em Santa Catarina, substituindo as operações da RBS TV, que ficam restritas ao Rio Grande do Sul.

## 2018
De 5 a 7 de abril foi realizada a cobertura ao vivo da Prisão de Luiz Inácio Lula da Silva diretamente do ABC Paulista em São Paulo e de Curitiba no Paraná, com flashes das manifestações em frente ao Sindicato dos Metalúrgicos na região do ABC e na sede da Polícia Federal em Curitiba.
Desde agosto, o UHD é usado na produção do Domingão do Faustão aos domingos, sendo então o único programa ao vivo da televisão brasileira com 4K.

## 2019
Em 11 de janeiro foi extinto o programa de variedades Vídeo Show, depois de 36 anos no ar.
Em 16 de fevereiro, a jornalista Maria Júlia Coutinho, mais conhecida como "Maju Coutinho" assume a bancada do Jornal Nacional aos sábados, tornando-se a primeira mulher negra a ancorar o principal telejornal da emissora.
Em 8 de agosto, é inaugurado o bloco MG4 dos Estúdios Globo em Jacarepaguá, na Zona Oeste do Rio de Janeiro. Co isso, a produção de conteúdos em UHD foi integralmente realizada. A primeira trama a ser contemplada com a tecnologia foi a novela das nove Amor de Mãe, que começou a ser gravada em um amplo estúdio de 4,5 mil metros quadrados, em 2019. O investimento custou R$ 207 milhões de reais ao Grupo Globo. No dia seguinte, o jornalista Sérgio Chapelin anunciou sua aposentadoria depois de cinquenta anos na TV Globo. O último programa comandado por ele foi o Globo Repórter.
Em setembro, vários jornalistas encerraram seus contratos, transferindo-se para a CNN Brasil, ainda em fase de implantação. Deixaram a emissora Monalisa Perrone, William Waack e Evaristo Costa, entre outros.
Em 13 de setembro, depois de dezesseis anos, Sandra Annenberg deixa a bancada do Jornal Hoje, passando a apresentar o Globo Repórter, ao lado de Glória Maria, substituindo Sérgio Chapelin. 
Em 17 de outubro morre o diretor Maurício Sherman, responsável pela direção de diversos programas de humor e de entretenimento do canal, como Zorra Total, Os Trapalhões e Domingão do Faustão, além de ter sido um dos criadores do Fantástico. Dez dias depois, morre o ator e diretor Jorge Fernando, com mais de quarenta anos na Globo.
Em 8 de novembro, foi anunciada uma centralização das empresas do Grupo Globo, além de uma união de todos os veículos de comunicação do grupo (TV aberta, TV por assinatura, streaming, rádio, portal e editora), que se juntarão em uma nova empresa, que usará apenas o nome Globo. A mudança, prevista para janeiro de 2020, também afetaria toda a direção do grupo, com remanejamento e promoção de cargos. A TV aberta, bem como a própria Globo e a responsabilidade sobre suas afiliadas ficariam sob a direção de Paulo Marinho.
No dia 11 de novembro, o Grupo Globo fez um acordo com o maior grupo de mídia da China, a estatal China Media Group. O acordo prevê a cooperação mútua nas áreas de cinema, televisão, esporte, entretenimento, tecnologias 4K, 8K, 5G e outras.